# Чилдресс, Джош
Джошуа Малик Чилдресс (англ. Joshua Malik Childress; родился 20 июня 1983 года в Лос-Анджелесе, Калифорния) — американский баскетболист. Играл на позициях атакующего защитника и лёгкого форварда. Был выбран на драфте НБА 2004 года в первом раунде под общим 6-м номером клубом «Атланта Хокс». В 2008 году, после четырёх сезонов в НБА, подписал договор с греческим «Олимпиакосом», в 2010 году вернулся в НБА. В 2003 году играл за национальную сборную США на Панамериканских играх в Санто-Доминго.

## Биография
Чилдресс родился в Харбор-Сити, южном районе Лос-Анджелеса, учился в старшей школе Мэйфейр в Лейквуде (Калифорния). В детстве любимым баскетболистом Джоша был Скотти Пиппена из «Чикаго Буллз», сам был звездой школьной баскетбольной команды, а также играл в одной молодёжной команде с будущими игроками НБА, Тайсоном Чендлером и Джамалом Сэмпсоном. Помимо баскетбола Чилдресс играл в волейбол и удостаивался включения в символическую сборную лучших игроков детской волейбольной лиги.
В 2001 году Чилдресс окончил школу и поступил в Стэнфордский университет, где три года играл за баскетбольную команду под руководством Майка Монтгомери и помог университетской команде стать чемпионом конференции Пак-10. Свой первый сезон в студенческой лиге Джош завершил с показателями 7,8 очков и 4,8 подбора. Во втором сезоне он значительно прибавил, как в атакующем (14,1 очков в среднем за игру, процент попаданий с игры — 42,7 %, из-за трёхочковой линии — 33,3 %), так и в оборонительном (8,1 подборов, 1,4 блок-шот, 1,2 перехват) компоненте игры. Свой третий и последний сезон в колледже Чилдресс завершил с показателями 15,7 очков и 7,5 подборов в среднем за игру и процентом попаданий с игры 48,8 %. По итогам сезона Джош был признан лучшим игроком конференции Пак-10 и был включён во вторую сборную лучших игроков студенческого чемпионата.
После успешного сезона в колледже Чилдресс в 2004 году выставил свою кандидатуру на драфт НБА. На драфте он был выбран под шестым номером клубом «Атланта Хокс». В своём первом сезоне в НБА Чилдресс сыграл в 80 матчах, в среднем набирая за игру 10,1 очков и делая 6 подборов. По итогам сезона он был удостоен включения во вторую сборную новичков НБА. В «Хокс» Чилдресс провёл ещё три сезона, в которых он не сумел стать игроком стартовой пятёрки, но играл достаточно стабильно, выходя со скамейки.
В июле 2008 года, став свободным агентом, Чилдресс подписал контракт с греческим клубом «Олимпиакос», предложившим ему зарплату 32,5 миллиона долларов за три сезона.. Руководство «Атланты» из-за ограничений бюджета не смогло перебить предложение европейского клуба, в качестве альтернативы представив лишь контракт на 36 миллионов за пять лет. В своём первом европейском сезоне Чилдресс помог «Олимпиакосу» дойти до финала четырёх Евролиги, финала Кубка и чемпионата Греции. В следующем сезоне он, уже более подготовленный к европейскому баскетболу, улучшил свою статистику, был включён во вторую сборную звёзд Евролиги, стал обладателем Кубка Греции и финалистом Евролиги.
13 июля 2010 года Чилдресс вернулся в НБА, подписав пятилетний контракт с клубом «Финикс Санз», который приобрёл права на игрока у «Атланты» за право выбора во втором раунде драфта 2012 года. 15 июля 2012 года «Санз» амнистировали контракт Чилдресса, выплатив ему зарплату за оставшиеся три года. 13 сентября 2012 года Чилдресс подписал негарантированный контракт с «Бруклин Нетс», 29 декабря он был отчислен из команды.
В новой лиге BIG3, стартовавшей летом 2017 года, Чилдресс выступает за команду «Ball Hogs».

## Статистика

### Статистика в НБА
| Сезон                                                                                    | Команда    | Регулярный сезон | Регулярный сезон | Регулярный сезон | Регулярный сезон | Регулярный сезон | Регулярный сезон | Регулярный сезон | Регулярный сезон | Регулярный сезон | Регулярный сезон | Регулярный сезон | Серия плей-офф | Серия плей-офф | Серия плей-офф | Серия плей-офф | Серия плей-офф | Серия плей-офф | Серия плей-офф | Серия плей-офф | Серия плей-офф | Серия плей-офф | Серия плей-офф |
| Сезон                                                                                    | Команда    | GP               | GS               | MPG              | FG%              | 3P%              | FT%              | RPG              | APG              | SPG              | BPG              | PPG              | GP             | GS             | MPG            | FG%            | 3P%            | FT%            | RPG            | APG            | SPG            | BPG            | PPG            |
| ---------------------------------------------------------------------------------------- | ---------- | ---------------- | ---------------- | ---------------- | ---------------- | ---------------- | ---------------- | ---------------- | ---------------- | ---------------- | ---------------- | ---------------- | -------------- | -------------- | -------------- | -------------- | -------------- | -------------- | -------------- | -------------- | -------------- | -------------- | -------------- |
| 2004/05                                                                                  | Атланта    | 80               | 44               | 29,7             | 47,0             | 23,2             | 82,3             | 6,0              | 1,9              | 0,9              | 0,4              | 10,1             | Не участвовал  | Не участвовал  | Не участвовал  | Не участвовал  | Не участвовал  | Не участвовал  | Не участвовал  | Не участвовал  | Не участвовал  | Не участвовал  | Не участвовал  |
| 2005/06                                                                                  | Атланта    | 74               | 10               | 30,4             | 55,2             | 49,2             | 76,6             | 5,2              | 1,8              | 1,2              | 0,5              | 10,0             | Не участвовал  | Не участвовал  | Не участвовал  | Не участвовал  | Не участвовал  | Не участвовал  | Не участвовал  | Не участвовал  | Не участвовал  | Не участвовал  | Не участвовал  |
| 2006/07                                                                                  | Атланта    | 55               | 13               | 36,8             | 50,4             | 33,8             | 79,5             | 6,2              | 2,3              | 1,1              | 0,7              | 13,0             | Не участвовал  | Не участвовал  | Не участвовал  | Не участвовал  | Не участвовал  | Не участвовал  | Не участвовал  | Не участвовал  | Не участвовал  | Не участвовал  | Не участвовал  |
| 2007/08                                                                                  | Атланта    | 76               | 0                | 29,9             | 57,1             | 36,7             | 80,7             | 4,9              | 1,5              | 0,9              | 0,6              | 11,8             | 7              | 0              | 29,3           | 52,4           | 0,0            | 50,0           | 5,7            | 1,6            | 0,1            | 0,7            | 7,1            |
| 2010/11                                                                                  | Финикс     | 54               | 3                | 16,6             | 56,5             | 6,3              | 49,2             | 2,9              | 0,8              | 0,6              | 0,4              | 5,0              | Не участвовал  | Не участвовал  | Не участвовал  | Не участвовал  | Не участвовал  | Не участвовал  | Не участвовал  | Не участвовал  | Не участвовал  | Не участвовал  | Не участвовал  |
| 2011/12                                                                                  | Финикс     | 34               | 0                | 14,5             | 48,5             | 16,7             | 0,0              | 2,8              | 1,0              | 0,4              | 0,2              | 2,9              | Не участвовал  | Не участвовал  | Не участвовал  | Не участвовал  | Не участвовал  | Не участвовал  | Не участвовал  | Не участвовал  | Не участвовал  | Не участвовал  | Не участвовал  |
| 2012/13                                                                                  | Бруклин    | 14               | 0                | 7,2              | 28,6             | 33,3             | 50,0             | 1,1              | 0,4              | 0,1              | 0,1              | 1,0              | Не участвовал  | Не участвовал  | Не участвовал  | Не участвовал  | Не участвовал  | Не участвовал  | Не участвовал  | Не участвовал  | Не участвовал  | Не участвовал  | Не участвовал  |
| 2013/14                                                                                  | Нью-Орлеан | 4                | 0                | 6,0              | -                | -                | -                | 0,8              | 0,5              | 0,3              | 0,0              | 0,0              | Не участвовал  | Не участвовал  | Не участвовал  | Не участвовал  | Не участвовал  | Не участвовал  | Не участвовал  | Не участвовал  | Не участвовал  | Не участвовал  | Не участвовал  |
|                                                                                          | Всего      | 391              | 70               | 26,7             | 52,2             | 32,9             | 77,9             | 4,7              | 1,6              | 0,9              | 0,5              | 9,1              | 7              | 0              | 29,3           | 52,4           | 0,0            | 50,0           | 5,7            | 1,6            | 0,1            | 0,7            | 7,1            |
| Наведите курсор мыши на аббревиатуры в заголовке таблицы, чтобы прочесть их расшифровку. |            |                  |                  |                  |                  |                  |                  |                  |                  |                  |                  |                  |                |                |                |                |                |                |                |                |                |                |                |

### Статистика в Джи-Лиге
| Сезон                                                                                    | Команда        | Регулярный сезон | Регулярный сезон | Регулярный сезон | Регулярный сезон | Регулярный сезон | Регулярный сезон | Регулярный сезон | Регулярный сезон | Регулярный сезон | Регулярный сезон | Регулярный сезон | Серия плей-офф | Серия плей-офф | Серия плей-офф | Серия плей-офф | Серия плей-офф | Серия плей-офф | Серия плей-офф | Серия плей-офф | Серия плей-офф | Серия плей-офф | Серия плей-офф |
| Сезон                                                                                    | Команда        | GP               | GS               | MPG              | FG%              | 3P%              | FT%              | RPG              | APG              | SPG              | BPG              | PPG              | GP             | GS             | MPG            | FG%            | 3P%            | FT%            | RPG            | APG            | SPG            | BPG            | PPG            |
| ---------------------------------------------------------------------------------------- | -------------- | ---------------- | ---------------- | ---------------- | ---------------- | ---------------- | ---------------- | ---------------- | ---------------- | ---------------- | ---------------- | ---------------- | -------------- | -------------- | -------------- | -------------- | -------------- | -------------- | -------------- | -------------- | -------------- | -------------- | -------------- |
| 2015/16                                                                                  | Техас Лэджендс | 8                | 1                | 30,3             | 49,4             | 36,4             | 70,0             | 6,5              | 1,6              | 1,0              | 0,6              | 12,0             | Не участвовал  | Не участвовал  | Не участвовал  | Не участвовал  | Не участвовал  | Не участвовал  | Не участвовал  | Не участвовал  | Не участвовал  | Не участвовал  | Не участвовал  |
|                                                                                          | Всего          | 8                | 1                | 30,3             | 49,4             | 36,4             | 70,0             | 6,5              | 1,6              | 1,0              | 0,6              | 12,0             | Не участвовал  | Не участвовал  | Не участвовал  | Не участвовал  | Не участвовал  | Не участвовал  | Не участвовал  | Не участвовал  | Не участвовал  | Не участвовал  | Не участвовал  |
| Наведите курсор мыши на аббревиатуры в заголовке таблицы, чтобы прочесть их расшифровку. |                |                  |                  |                  |                  |                  |                  |                  |                  |                  |                  |                  |                |                |                |                |                |                |                |                |                |                |                |

### Статистика в других лигах
| Сезон | Команда               | Лига       | GP  | GS  | MPG  | FG%  | 3P%  | FT%  | RPG  | APG | SPG | BPG | PFL | TOV | PPG  |
| --- | --------------------- | ---------- | --- | --- | ---- | ---- | ---- | ---- | ---- | --- | --- | --- | --- | --- | ---- |
| 2008/09 | Олимпиакос            | Евролига   | 16  | 15  | 24,2 | 47,0 | 15,8 | 63,6 | 4,6  | 1,1 | 1,1 | 0,5 | 1,4 | 1,8 | 8,8  |
| 2009/10 | Олимпиакос            | Евролига   | 20  | 20  | 32,4 | 52,3 | 32,8 | 64,7 | 4,8  | 1,9 | 1,2 | 0,6 | 2,0 | 2,0 | 15,2 |
| 2014/15 | Сидней Кингз          | НБЛ        | 18  | 18  | 35,6 | 51,1 | 25,5 | 70,0 | 9,2  | 4,2 | 0,8 | 2,1 | 2,6 | 2,6 | 21,1 |
| 2015/16 | Сидней Кингз          | НБЛ        | 13  | 13  | 33,9 | 52,0 | 46,2 | 64,4 | 7,8  | 2,8 | 1,2 | 1,7 | 3,3 | 2,8 | 21,0 |
| 2016/17 | Сан-Эн Неофеникс      | Би лига    | 40  | 32  | 25,9 | 51,8 | 33,3 | 69,5 | 9,5  | 1,8 | 0,6 | 1,2 | 2,0 | 2,3 | 18,9 |
| 2017/18 | Аделаида Фёти Сиксерс | НБЛ        | 27  | 20  | 26,4 | 54,3 | 28,6 | 75,8 | 6,5  | 2,2 | 1,1 | 0,7 | 2,3 | 1,8 | 12,5 |
| 2018/19 | Сан-Эн Неофеникс      | Би лига    | 32  | 32  | 33,5 | 50,5 | 26,6 | 80,1 | 10,5 | 4,0 | 1,5 | 0,9 | 2,3 | 2,1 | 19,8 |
| Всего | Всего                 | Всего      | 166 | 150 | 29,8 | 51,5 | 30,8 | 71,0 | 8,0  | 2,5 | 1,0 | 1,1 | 2,2 | 2,2 | 17,0 |
| В Евролиге | В Евролиге            | В Евролиге | 36  | 35  | 28,7 | 50,4 | 28,6 | 64,3 | 4,7  | 1,5 | 1,1 | 0,6 | 1,7 | 1,9 | 12,4 |
| В НБЛ | В НБЛ                 | В НБЛ      | 58  | 51  | 31,0 | 52,4 | 32,6 | 70,4 | 7,7  | 2,9 | 1,0 | 1,3 | 2,6 | 2,3 | 17,1 |
| В Би лиге | В Би лиге             | В Би лиге  | 72  | 64  | 29,3 | 51,2 | 30,4 | 73,9 | 10,0 | 2,8 | 1,0 | 1,1 | 2,1 | 2,2 | 19,3 |
| Наведите курсор мыши на аббревиатуры в заголовке таблицы, чтобы прочесть их расшифровку Статистика приведена с сайта basketball.realgm.com |                       |            |     |     |      |      |      |      |      |     |     |     |     |     |      |